# Дип-Ривер

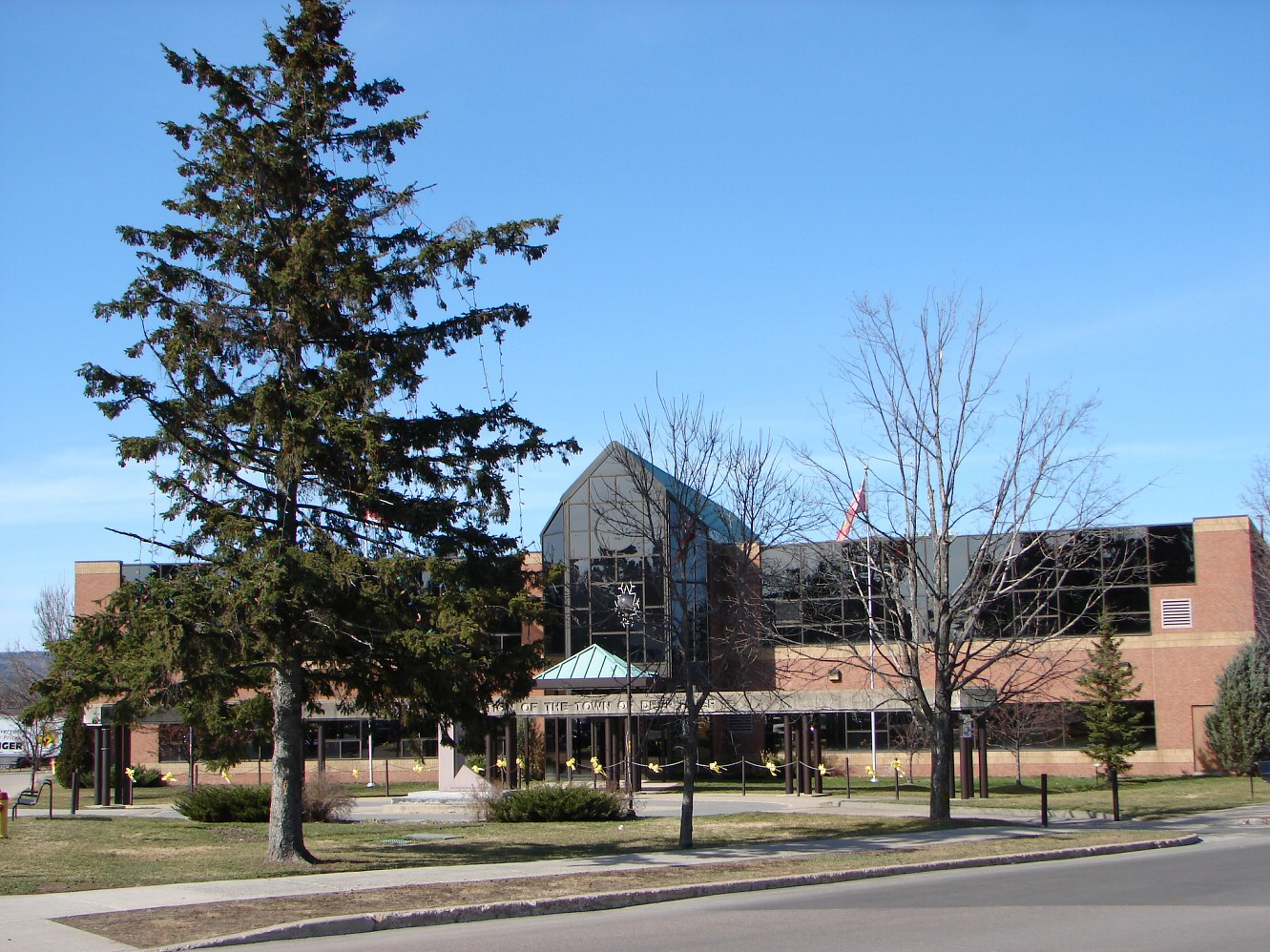
Дип-Ривер

Дип-Ривер, англ. Deep River — посёлок в округе Ренфру канадской провинции Онтарио. Находится в 200 км к северо-западу от канадской столицы г. Оттава по Трансканадской автомагистрали (шоссе 17), на берегу реки Оттава.
Возник в 1944 г. На развитие города большое влияние оказал расположенный здесь центр ядерных исследований en:Chalk River Laboratories.
Согласно переписи 2006 г. в Дип-Ривер проживало 4 216 жителей. Английский язык является родным для 80,9 %, французский для 5,0 % (2006).